# Savennes, Creuse
Savennes este o comună în departamentul Creuse din centrul Franței. În 2009 avea o populație de 219 de locuitori.

## Evoluția populației
| An        | 1975 | 1982 | 1990 | 1999 | 2006 | 2009 |
| --------- | ---- | ---- | ---- | ---- | ---- | ---- |
| Populație | 103  | 176  | 225  | 212  | 217  | 219  |